# Christy Hemme
Christina Lee Hemme (Poway (Californië), 28 oktober 1980) is een Amerikaans model en gepensioneerd professioneel worstelaarster, die actief is in de Total Nonstop Action Wrestling als backstage interviewer en ringaankondigster. Ze was vooral bekend in de World Wrestling Entertainment (WWE) en was ook de "cover girl" in de editie van Playboy van april 2005.

## In het worstelen
- Finishers
  - FFG – Flying Firecrotch Guillotine (Diving split–legged guillotine leg drop pin)
  - Inverted facelock neckbreaker slam
  - Tornado DDT
- Signature moves
  - Diving crossbody
  - Hurricanrana
  - Inverted DDT
  - Low blow
  - Modified axe kick
  - Rear naked choke
  - Snap DDT
  - Spinning facebuster
  - Split–legged leg drop pin
  - Split–legged sunset flip from out of the corner
- Manager
  - Lita

## Prestaties
- Playboy
  - Cover girl (April 2005)
- Total Nonstop Action Wrestling
  - Knockout of the Year (2006)
- World Wrestling Entertainment
  - WWE Diva Search winnaar (2004)